# Антеплево (Охотинское сельское поселение)
В Мышкинском районе есть еще одна деревня с таким названием.
Антеплево — деревня Охотинского сельского поселения Мышкинского района Ярославской области.
Деревня стоит на правом, восточном берегу реки Юхоть, в её нижнем течении. Ниже её по течению реки на том же правом берегу стоит деревня Кадочник. Вокруг Кадочника и Антеплева имеется небольшое поле, за которым следуют леса. На противоположном берегу напротив Антеплево стоит деревня Костюрино. Вверх по Юхоти по правому берегу на расстоянии 4 км лесной массив, закоторым стоит деревня Старово. Река Юхоть в данном месте существенно расширена за счет вод Рыбинского водохранилища, несколько выше Антеплево по течению на Юхоти имеется небольшой остров. К северо-востоку от деревни, на расстоянии около 2 км проходит дорога, следующая по правому берегу Юхоти к районному центру Большое Село, около деревни Борок эта дорога выходит на федеральную трассу Р104. За дорогой начинается Шалимовское болото .
На 1 января 2007 года в деревне числилось 32 постоянных жителя . Деревню обслуживает почтовое отделение, находящееся в селе Охотино .